# شرير (فلم)
شرير (بالإنجليزية: Sinister) هو فيلم رعب خارق للطبيعة أمريكي من تأليف وإخراج سكوت ديركسون وبطولة إيثان هوك، جولييت رايلانس، جيمس رانسون، فريد تومبسون وفينسنت دونوفريو. صدر الفيلم في الولايات المتحدة في 12 أكتوبر 2012.

## وصلات خارجية
- شرير على موقع IMDb (الإنجليزية)
- شرير على موقع ميتاكريتيك (الإنجليزية)
- شرير على موقع روتن توميتوز (الإنجليزية)
- شرير على موقع نتفليكس (الإنجليزية)
- شرير على موقع قاعدة بيانات الأفلام العربية
- شرير على موقع ألو سيني (الفرنسية)
- شرير على موقع Turner Classic Movies (الإنجليزية)
- شرير على موقع أول موفي (الإنجليزية)
- شرير على موقع بوكس أوفيس موجو (الإنجليزية)
- شرير على موقع فيلمافينيتي (الإسبانية)